# Henry Arundell
Henry Arundell (Inglaterra, 8 de noviembre de 2002) es un jugador profesional inglés de rugby que se desempeña en la posición de fullback y wing en Bath Rugby, equipo perteneciente a la liga Premiership Rugby.

## Carrera
En 2021 comenzó su carrera deportiva con el equipo London Irish, en el cual jugó dos temporadas (2021-2023), después pasó a Racing 92, donde estuvo dos temporadas.